# 140 a.C.
Il 140 a.C. (CXL a.C. in numeri romani) è un anno  del II secolo a.C.

## Eventi
- Quinto Servilio Cepione, Gaio Lelio Sapiente diventano consoli della Repubblica romana.
- Lucio Accio o semplicemente Accio, drammaturgo e poeta latino, esordisce come autore tragico.
- Il re seleucide Demetrio II viene sconfitto e catturato dai Parti.

## Nati
- Huo Qubing, militare e generale cinese († 117 a.C.)
- Lucio Licinio Crasso, oratore romano († 91 a.C.)
- Quinto Mucio Scevola, giurista e politico romano († 82 a.C.)